# Psaumes de Wachtendonck
Les Psaumes de Wachtendonck constituent une collection de psaumes traduits en vieux bas francique oriental ou en vieux néerlandais, ainsi que quelques-uns traduits en francique central, qui trouvent leur origine dans un codex manuscrit du IXe siècle ou du milieu du Xe siècle, rédigé en Germania inferior, et qui donnent un aperçu de la langue parlée dans cette région, dont dérive le néerlandais.

## Les Psaumes de Wachtendonck

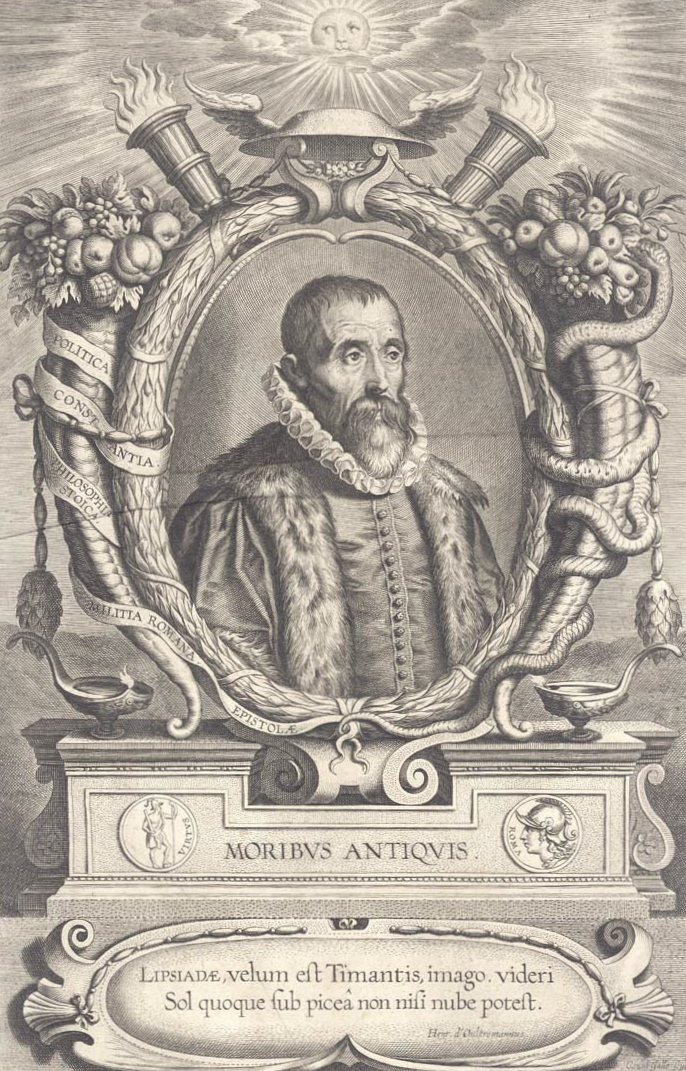
Portrait gravé par Cornelius Galle l'Ancien de Juste Lipse (1547-1606), qui copia certains des psaumes et hymnes du codex manuscrit de Wachtendonck, procurant ainsi la principale source de connaissance pour une collection de psaumes en vieux bas francique, ancêtre du néerlandais moderne.

Leur nom dérive de celui du chanoine liégeois Arnold van Wachtendonck (Arnoldus Wachtendonckius), propriétaire au XVIe siècle d'un manuscrit comprenant ces psaumes.  C'est chez lui que Juste Lipse, en 1598, put étudier le manuscrit dans le cadre de ses recherches et qu'il copia même quelques-uns de ces psaumes et hymnes.  Il citait de cette copie dans l'une de ses lettres,, écrite le 19 décembre 1598 et adressée au jurisconsulte Henricus Schottius d'Anvers ; c'est cette transcription qui a permis de prendre connaissance de l'existence de ses psaumes, le manuscrit original étant perdu,.  Le psautier se trouvait à l'abbaye de Saint-Amor de Munsterbilzen, où Wachtendonck était bénéficiaire de l'autel de Landrade.  Une copie d'un manuscrit d'environ 1444 du prêtre allemand Johannes Keck, qui repose à la bibliothèque universitaire de Wurtzbourg (Ms. M. ch.q.85), donne la première description connue du manuscrit.
Les psaumes de Wachtendonck ont été écrits dans le vieux bas francique oriental : un idiome ancien germanique, parlé dans les régions orientales des Pays-Bas actuels ou, peut-être, en Allemagne.  La datation des psaumes originaux se situe entre le IXe siècle et le milieu du Xe siècle.  Il s'agirait d'une adaptation, faite en Basse-Rhénanie, d'une traduction des psaumes du IXe siècle, provenant du sud-ouest de la région francique mosellane,.  Le rédacteur, probablement un moine de la région entre Venlo et Krefeld, accomplit son travail pour le compte du couvent de Munsterbilzen, où les religieuses maîtrisaient sans doute insuffisamment la langue latine pour pouvoir lire le texte dans cette langue.
| Extrait d'un des Psaumes de Wachtendonck et traductions néerlandaise et française                         | | |
| Version originale :                                                                                       | Version en néerlandais contemporain[10] :                                                                             | Traduction française : |
| Gehori Got gebet min in ne farwirp beda mina Herta min gidrouit ist an mi in forta dodis fiel ouir mi[11] | God, verhoor mijn gebed en verwerp mijn bede niet Mijn hart is bedroefd in mij en de vrees voor de dood viel over mij | Dieu, exaucez ma prière[12] et ne rejetez pas ma demande Mon cœur est triste en moi et la peur de la mort est tombée sur moi |
Le texte contient également certaines caractéristiques de la langue allemande ; il se peut donc qu'il soit une adaptation d'un texte moyen francique (un idiome vieux haut-allemand).  La traduction interlinéaire suit l'ordre des mots de la source latine afin que le texte puisse être utilisé à des fins d'apprentissage.

## Sources pour la connaissance du codex original
Le contenu du codex original que Lipse avait eu sous les yeux est transmis par les sources suivantes :
- une liste manuscrite de 822 mots, dressée sous la direction de Lipse à partir du manuscrit de Wachtendonck
- une liste alphabétique de 670 mots, compilée à partir du manuscrit, avec traductions latines, imprimée en 1602
- une version du Psaume 18, imprimée en 1612 dans De Lingua Belgica par Abraham van der Myle[13], (Mylius) qui avait obtenu cet psaume - selon ses propres dires - de Lipse (mais peut-être plutôt de Janus Dousa[14]) et qui, apparemment dans le but de réduire l'effet d'aliénation, adapta l'orthographe pour qu'elle ressemblât plus au néerlandais de son temps
- un manuscrit réalisé par deux mains différentes, comprenant les psaumes, 53.7-73.9 ; le premier copiste n'était pas Lipse, mais sans aucun doute un contemporain, peut-être un collègue à lui (manuscrit Diez)
- une copie des psaumes 1.1-3.5 trouve son origine dans le même manuscrit, mais cette copie ne contient pas de textes en vieux bas francique mais en francique central[13].

## Sources
- (fr) Baecker, Louis de, Analogie de la langue des Goths et des Franks avec le Sanskrit, éd. L. Hebbelynck, Gand, 1858, p.  35-37
- (nl) Braggaar, DickJan, Nederlandse letterkunde voor Dummies, Pearson Education Benelux, 2006  (ISBN 9043010499)  (ISBN 9789043010498), p.  34
- (en) Dekker, Cornelis, The Origins of Old Germanic Studies in the Low Countries, vol. 92 de Brill's Studies in Intellectual History, éd. Koninklijke Brill NV, Leyde, 1999  (ISBN 9004110313)  (ISBN 9789004110311), p.  51, 180
- (nl) Desplenter, Youri, Middelnederlandse psaltervertalingen. “Het is nergens voor nodig om veel meer boeken dan het psalter te bestuderen”, dans : Hollander, August den ; Kwakkel, Erik ; Scheepsma, Wybren (réd.), Titel Middelnederlandse bijbelvertalingen, vol. 102 de Middeleeuwse studies en bronnen, éd. Verloren, Hilversum, 2007  (ISBN 906550964X)  (ISBN 9789065509642), p.  78
- (nl) Janssens, Guy, et Marynissen, Ann, Het Nederlands vroeger en nu, 2e éd., éd. Acco, Louvain, 2005  (ISBN 9033457822)  (ISBN 9789033457821), p.  54-55
- (de) Quak, Arend, Die altmittel- und altniederfränkischen Psalmen und Glossen (=Amsterdamer Publikationen zur Sprache und Literatur, vol. 47, Rodopi, Amsterdam, 1981
- (nl) Quak, Arend, et Horst, J.M. van der, Inleiding Oudnederlands, Louvain, 2002  (ISBN 90-5867-207-7)
- (fr) Réguer, Laurent Philippe, Si loin, si proche... : Une langue européenne à découvrir : le néerlandais, volume 36 des Publications de l'Institut d'allemand, Université Sorbonne Nouvelle, Institut d'allemand d'Asnières, éd. Presses Sorbonne Nouvelle, Paris, 2004,  (ISBN 2910212300)  (ISBN 9782910212308), p.  34
- (en) Robinson, Orrin W., Old English and Its Closest Relatives: A Survey of the Earliest Germanic Languages, éd. Routledge, Londres, 1994  (ISBN 0415081696)  (ISBN 9780415081696), p.  203-220
- (nl) Thijn, F. Van, Wachtendonckse Psalmen, dans : Bork, G.J. van, et Verkruijsse, P.J. (réd.), De Nederlandse en Vlaamse auteurs van middeleeuwen tot heden met inbegrip van de Friese auteurs, De Haan, Weesp, 1985; p.  628
- (nl) Wijnen, Mathieu, De Wachtendonckse Psalmen: Een ooggetuigenverslag uit 1443/1444, dans : Tesi Samanunga, décembre 2004, 4e année, no 13